# Ромина Пауър
Ромина Пауър (на английски: Romina Francesca Power) е американо-италианска певица, актриса и художничка, бивша съпруга на Ал Бано Каризи.

## Биография
Тя е дъщеря на известния американски актьор Тайрън Едмънд Пауър. Детството ѝ преминава в Италия и Мексико, а образованието си получава в Англия. През 1967 година се среща с бъдещия си съпруг, но сключват брак през 1970 година. През 1975 година създават дует, който става много популярен в Европа и Латинска Америка. Имат двайсет успешни музикални албума и печелят първо място на фестивала в Сан Ремо през 1984 година с песента Ci sara. Имат четири деца – един син и три дъщери. Ромина и Ал Бано се развеждат през 1999 година. Разводът е финализиран в 2012 година, 5 години след като най-голямата им дъщеря, Иления Каризи изчезва безследно в Ню Орлиънс.
Ромина е полиглот, който говори пет езика: английски, италиански, испански, френски и нидерландски.

## Филмография
- Menage all'italiana (1965)
- Come imparai ad amare le donne (1966)
- Per amore... per magia... (1967)
- Assicurasi vergine (1967)
- L'oro del mondo (1967)
- Vingt-quatre heures de la vie d'une femme (1968)
- Il suo nome è Donna Rosa (1969)
- Pensando a te (1969)
- Marquis de Sade: Justine (1969)
- Carnal Circuit (1969)
- Las trompetas del apocalipsis (1969)
- Mezzanotte d'amore (1970)
- Angeli senza paradiso (1970)
- Champagne in paradiso (1984)
- Il ritorno di Sandokan (1996, сериал)
- Tutti i sogni del mondo (2003, сериал)
- Upaya (2005, сценарист и режисьор)
- Go Go Tales (2007)

## Дискография

### Соло
- 12 canzoni e una poesia (1969)
- Ascolta, ti racconto di un amore (1974)
- Con un paio di Blue-Jeans (1974)
- Da lontano (2012)

### С Ал Бано
- Atto I (1975)
- 1978 (1978)
- Aria pura (1979)
- Sharazan (1981) (испански)
- Felicità (1982)
- Felicidad (1982) (испански)
- Che angelo sei (1982)
- Que ángel será (1983) (испански)
- The Golden Orpheus Festival 1984 (1984)
- Effetto amore (1984)
- Sempre sempre (1986)
- Siempre siempre (1986) (испански)
- Libertà! (1987)
- Libertad (1987) (испански)
- Fragile (1988)
- Fragile (1988) (испански)
- Fotografia di un momento (1990)
- Fotografía de un momento (1990) (испански)
- Weihnachten bei uns zu Hause (1990) (познат и като Corriere di Natale)
- Navidad ha llegado (1991) (испански)
- Vincerai (1991)
- Vencerás (1991) (испански)
- Notte e giorno (1993)
- El tiempo de amarse (1993) (испански)
- Emozionale (1995)
- Amor sagrado (1995) (испански)
- Ancora... Zugabe (1996)
- The Very Best – Live aus Verona (2015)